# Juan José Cobo
Juan José Cobo Acebo (Torrelavega, 11 februari 1981) is een Spaans voormalig wielrenner.

## Carrière
Zijn doorbraak realiseerde hij in de Ronde van het Baskenland 2007, waar hij twee etappes én het eindklassement won. Hij heeft vijf seizoenen gereden voor het voormalige team van Saunier Duval, het latere team Geox-TMC. Tijdens de Tour de France van 2008 werd Cobo tweede in de tiende etappe naar Hautacam achter ploegmaat Leonardo Piepoli, laatstgenoemde werd later die Tour betrapt op doping waardoor deze rit op de naam van Cobo kwam. Nadat in dezelfde ronde ook Riccardo Riccò werd betrapt op doping besloot het management van Saunier Duval de hele ploeg uit de Tour de France terug te trekken waardoor Cobo deze dus niet uitreed.
Op woensdag 28 oktober 2009 tekende Cobo een nieuw contract bij Caisse d'Epargne. Na daar aanvankelijk weinig succes te hebben gehad, reed hij vanaf 2011 voor het Spaanse Geox-TMC. Bij deze ploeg kende hij aanmerkelijk meer succes door de Ronde van Spanje van 2011, inclusief de koninginnenrit te winnen. Nadat Geox na één seizoen sponsoring zich terugtrok uit het wielrennen maakte Cobo voor het seizoen 2012 de overstap naar Team Movistar.
Op 13 juni 2019 maakte de UCI bekend om Cobo, naar aanleiding van onregelmatigheden in zijn bloedwaarden, de overwinning in de Vuelta af te nemen.
Chris Froome werd de overwinning toegekend en de nummer drie en vier, Bradley Wiggins en Bauke Mollema, completeerden daarmee het podium.
Wout Poels kreeg de overwinning in de koninginnenrit toegewezen.

## Belangrijkste overwinningen
2003
- 2e etappe Bidasoa Itzulia
- deel b 4e etappe Bidasoa Itzulia
- Spaans kampioen individuele tijdrit op de weg, beloften

2007
- 1e etappe Ronde van het Baskenland
- 5e etappe Ronde van het Baskenland
- Eindklassement Ronde van het Baskenland

2008
- 5e etappe Ronde van Burgos
- Bergklassement Ronde van Burgos
- 9e etappe Ronde van Portugal
- 10e etappe Ronde van Frankrijk

2009
- 4e etappe Ronde van Castilië en Leon
- 19e etappe Ronde van Spanje (gediskwalificeerd)

2011
- 15e etappe Ronde van Spanje (gediskwalificeerd)
- Eindklassement Ronde van Spanje (gediskwalificeerd)
- Combinatie-klassement Ronde van Spanje (gediskwalificeerd)

2012
- 1e etappe Ronde van Spanje (ploegentijdrit)

## Resultaten in voornaamste wedstrijden
| Jaar | Ronde van Italië | Ronde van Frankrijk | Ronde van Spanje |
| ---- | ---------------- | ------------------- | ---------------- |
| 2003 |                  |                     |                  |
| 2004 |                  |                     |                  |
| 2005 | opgave           |                     |                  |
| 2006 |                  |                     | opgave           |
| 2007 |                  | 20e                 |                  |
| 2008 |                  | opgave (1)          |                  |
| 2009 |                  |                     | 10e (1)          |
| 2010 |                  |                     |                  |
| 2011 |                  |                     | ↑ (1)            |
| 2012 |                  | 30e                 | 67e              |
| 2013 | 116e             |                     |                  |

| Jaar | Amstel Gold Race | Luik-Bast.‑Luik | Ronde van Lombardije | Waalse Pijl |  | Wereldranglijsten |
| ---- | ---------------- | --------------- | -------------------- | ----------- |  | ----------------- |
| 2003 |                  |                 |                      |             |  |                   |
| 2004 |                  |                 |                      |             |  |                   |
| 2005 |                  | 45e             |                      | 15e         |  | 202e (UPT)        |
| 2006 | 25e              | 9e              |                      | 65e         |  | 36e (UPT)         |
| 2007 |                  |                 |                      |             |  |                   |
| 2008 |                  |                 | 9e                   |             |  | 72e (UPT)         |
| 2009 |                  |                 |                      |             |  |                   |
| 2010 |                  |                 |                      |             |  |                   |
| 2011 |                  |                 |                      |             |  |                   |
| 2012 |                  |                 |                      |             |  |                   |